# Национално знаме на Андора
Националното знаме на Андора е съставено от три вертикални цветни полета, разположени от ляво надясно в следния ред: синьо, жълто и червено. В средата на знамето е изобразен гербът на страната.
Знамето е прието през 1866 г. като за образец са използвани цветовете на знамената на Франция и Испания и замества предишното знаме на Андора, което е било в червено и златно.
Знамената на Румъния, Молдова и Чад са подобни на знамето на Андора, и имат същите цветове, разположени по същия начин.

## Дизайн
Знамето на Андора е съставено от три вертикални цветни полета синьо към носещата част, жълто в средата и червено. Жълтото поле е малко по-широко от останалите, като отношението между тях е 8:9:8, а отношението ширина към дължина на целия флаг е 7:10. В средата на знамето е изобразен гербът на страната.
Формата и цветовете на националното знаме на Андора са определени чрез правила приети от правителството на Андора на 5 май 1999 г.
Цветовете на цветните полета в знамето са:
| Цвят | Официален цветови модел | RGB цветови модел | HEX цветови модел |
| ---- | ----------------------- | ----------------- | ----------------- |
|      | Pantone Blue 072        | (16, 6, 159)      | #10069F           |
|      | Pantone Yellow C.       | (254, 221, 0)     | #FEDD00           |
|      | Pantone Red 199         | (213, 0, 50)      | #D50032           |
|      |                         | (0, 0, 0)         | #                 |
|      |                         | (0, 0, 0)         | #                 |
|      |                         | (0, 0, 0)         | #                 |

Цветовете на герба в знамето са:
| Цвят | Официален цветови модел | RGB цветови модел | HEX цветови модел |
| ---- | ----------------------- | ----------------- | ----------------- |
|      | Pantone Red 485         | (218, 41, 28)     | #DA291C           |
|      | Pantone Beige 466       | (202, 179, 136)   | #CAB388           |
|      | Pantone Yellow C        | (254, 221, 0)     | #FEDD00           |
|      | Pantone Blue 300        | (0, 94, 184)      | #005EB8           |
|      | Pantone Brown 478       | (114, 54, 41)     | #723629           |
|      |                         | (0, 0, 0)         | #                 |

## Знаме през годините
- Преди 1806 г. Андора е част от Каталуня
- Знаме на Андора между 1806 и 1866 г.
- Знаме на Андора след 1866 г.
- Знаме на Андора през 1934 г.
- Вариант на знамето на Андора използван между 1939 и 1949 г.